# Gonzalo I
Gonzalo I Menéndez fue obispo de Oviedo entre los años 1162 y 1189. Debido a las ayudas  y recursos que prestó al rey Fernando II, hijo de Alfonso VII el emperador y de Berenguela de Barcelona, para luchar contra los moros en Extremadura, donde conquistó la ciudad de Badajoz, y en Portugal, este le agradeció dicha ayuda de forma generosa y le donó a la iglesia de Catedral de San Salvador de Oviedo la iglesia de Campomanes y la de San Apolonio, ambas en el concejo de Lena, la de San Salvador del Puerto en Villaviciosa, los castillos de Miranda y Monte Real, el castillo de Alba en la zona de Quirós, el lugar de Bárcena, el valle de Teverga y los lugares de Tameza, Agüera y la villa de Santo Arbano.
El rey Fernando II visitó Asturias y Oviedo el año 1164.
| Predecesor: Pedro I | Obispo de Oviedo 1162 - 1189 | Sucesor: Rodrigo I |